# فلوکسی‌مسترون
فلوکسی‌مسترون، هالوتستین یا اولتاندِرِن (انگلیسی: Fluoxymesterone) دارویی است که از موارد استعمال آن می‌توان به هیپوگنادیسم نزد مردان، عقیمی در اثر نارسائی بیضه‌ها، سرطان پستان و استئوپوروز اشاره کرد.

## موارد منع استعمال
مصرف این دارو در مواردی همچون سرطان پروستات و مثانه و نارسائی کبدی ممنوع می‌باشد.